# Veil of Darkness
Veil of Darkness (El velo de la sombra) es un videojuego de acción-aventura de terror para DOS, FM Towns y PC-98, desarrollado por Event Horizons Software y publicado por Strategic Simulations, Inc en 1993. Es un juego estilo aventura point-and-click en tercera persona, con elementos de RPG como perspectiva isométrica fija y combate al estilo RPG.
El juego puede ser jugado o descargado gratuitamente en Internet Archive.

## Juego
Veil of Darkness tiene un punto de vista isométrico y un sistema de inventario. El jugador se mueve por un valle oscuro, resolviendo puzles y ocasionalmente matando monstruos como hombres lobo, vampiros y esqueletos. Aunque no tiene el sistema de habilidades, puede ser considerado uno de los antecesores de populares RPGs de acción como Diablo o Sacred.
La pantalla se divide en una zona de juego en la parte superior y un panel de control en la inferior cuya extensión es configurable. Todas las acciones se controlan con el ratón y con objetos del panel de control. Un jugador puede usar los cursores o el ratón para controlar al personaje.
El juego no es linear: (puede considerarse precursor de los juegos de ambiente abierto del nuevo siglo) el jugador puede merodear y explorar con libertad en un área, pero ciertos lugares o acciones no pueden progresar hasta que el jugador haya hecho ciertas acciones o encontrado ciertos objetos.
En las conversaciones, el jugador puede hacer click en ciertas palabras subrayadas para hablar de ese tema, o también puede escribir una palabra cuando aparezca el cursor. Si la palabra introducida es la adecuada, el jugador recibirá una respuesta. Para terminar una conversación, hará click en "Adiós" o escribirá tal palabra.
El inventario puede contener varios objetos, y el jugador puede encontrar bolsas y sacos que le permitan llevar más objetos. Hay una indicación en el panel del control para el peso (la mochila rebosa cuando el inventario es demasiado pesado), y para la salud (el personaje en un ataúd se va convirtiendo en esqueleto poco a poco desde los pies hacia arriba).
Hay un "espejo" que indicará si el jugador tiene alguna bonificación o penalización (envejecido, maldito, etc.) y los efectos de algunas de ellas se muestran en el retrato del jugador en el panel de control.
Los puzles son los típicos de las aventuras de point-and-click. Algunos requieren mucho razonamiento. Consisten principalmente en:
- Atar cabos con las conversaciones del jugador.
- Encontrar y usar objetos
- Encontrar formas de llegar a zonas cerradas o pasar a través de un guardián.

Diferentes armas funcionan con diferentes enemigos, así que el jugador necesita encontrar el arma adecuada para cada batalla. Además, necesita encontrar diferentes plantas (y a veces otros objetos) para curar diferentes penalizaciones.

## Argumento
El jugador asume el papel de un piloto de cargo cuyo avión es derribado por una fuerza misteriosa mientras sobrevuela un valle remoto en Rumanía. Una muchacha del pueblo llamada Deirdre Kristoverich le rescata del accidente y le lleva hasta su padre Kiril, que le informa que su llegada por avión le ha designado como el elegido que está profetizado destruirá a Kairn.
Kairn es el señor de los vampiros de la zona, que hace mucho tiempo mató a su padre y hermanos para hacerse con el control del valle. Al convertirse en vampiro, usó sus poderes para cortar el contacto con el mundo exterior. El valle se mantiene en una oscuridad perpetua, o como sugiere el título del juego, un "velo de la sombra", y el jugador se mueve por el mapa, descubriendo nuevas localizaciones gracias al populacho, mientras ayuda en varias búsquedas.
Como Kairn ha cortado todas las salidas del valle, la única forma que tiene el jugador de salir es cumpliendo la Profecía, una antigua maldición que cayó sobre Kairn por parte de su fuente de poder original, un libro conocido como Agrippa. El jugador usa el papiro de la profecía como guía, y tras ayudar a muchos del pueblo, finalmente se enfrentará a Kairn en su fortaleza.
El jugador debe derrotar a Kairn haciendo ciertas tareas que debilitarán al vampiro hasta el punto que una estaca en el corazón pueda matarlo. Esas tareas son:
- Protegerse de los poderes hipnóticos de Kairn.
- Encontrar el cofre del sol y liberar su luz.
- Lanzar a Kairn un frasco de agua bendita.
- Pronunciar el verdadero nombre de Kairn.
- Cerrar su ataúd con clavos.

Tras la destrucción de Kairn, el jugador y Deirdre se irán a América en barco.

## Personajes principales
- El jugador: Un piloto de cargo cuya apariencia es la de un hombre joven de raza caucásica y pelo rubio. El jugador puede introducir cualquier nombre o alias que desee, y todos los personajes se referirán a él por ese nombre.

- Kairn: Es el principal antagonista del juego. Un malvado noble que se ha convertido en vampiro y gobierna el valle que ha plagado con mano de hierro. Los orígenes e historia se revelan en un relato titulado La forja de un corazón malvado que se encuentra antes de la Profecía en el manual del juego. Uno de los puntos importantes de Veil of Darkness es cuando el jugador necesita descubrir el verdadero nombre de Kairn. El nombre, contenido en las páginas de Agrippa, es escogido aleatoriamente entre una larga lista en el juego.

- Kirill Khristoverikh: Es el hombre más rico y poderoso del valle. Actúa como guía para el jugador y le instruye en la Profecía. Pero también es bastante corrupto. A pesar de que desea liberarse a sí mismo y los otros de las garras de Kairn, no duda en entregarle a su hija al vampiro. También mantiene a su hijo Andrés en un dormitorio en el piso superior como zombi, sin fuerzas para matarlo.

- Deidre Khristoverikh: Es la protagonista femenina principal, la que salva al jugador y después es entregada a Kairn por su padre Kirill. Tiene un papel poco activo en el juego mismo, simplemente actuando como interés amoroso y como damisela en apuros en la batalla final.

- The Agrippa: Es un antiguo y poderoso libro de magia negra. Kairn lo usó para conseguir su poder, y como después lo consideró una amenaza, lo encerró y encadenó en una habitación secreta en una cueva, y Agrippa le lanzó a Kairn una maldición, que es la profecía que le amenaza constantemente. Cuando el jugador habla con Agrippa se ve afectado por una maldición que debe solucionar con el Libro de Destrucción del Mal que se encuentra en la fortaleza de Kairn. Nadie hablará con él ni le ayudará hasta que la maldición sea eliminada.

## Personajes de reparto
Son los habitantes del valle y la gente que el jugador se encuentra.
- El monje: Reside en el monasterio y le ayuda con varios objetos religiosos. Puede bendecir armas y vende agua bendita. También puede hacer ritos de resurrección.
- Silvia: Una lugareña que es una mujer lobo en secreto. El jugador debe acusarle para hacerle transformarse, y después dispararle con balas de plata para matarla.
- Boris: El marido de Silvia, que no tiene ni idea de que su mujer es una mujer lobo. Se queda en shock tras su muerte.
- Jorge: Lugareño en el bar. Se habla con él para saber qué hacer a continuación.
- Constantino: Historiador, se consigue un talismán de él y la localización de la Betonia (si se le pide)
- Mónica: Bruja de la encrucijada. Quiere el libro de Ritos Etéreos para liberar el alma de su abuelo. Grabará un cuerno con runas mágicas.
- Alexis:
- Paco, el loco: Vive en una cabañita en el bosque. Usando un muñeco vudú, el jugador podrá sacarle la localización exacta de la cueva donde Agrippa es prisionero.
- Catherine:
- José: Fabricante de velas y padre de Antón.
- Cristina: Prometida de Andrés. Está en trance desde que fue testigo de cómo Andrés se convirtió en zombi.
- Pío: Un hombre maldito en el monasterio que no puede dejar de escribir. Sólo cuando el jugador le pida su pluma será libre.
- Miheala:
- Bayardo: Mayordomo del alcalde
- Mihai:
- Iuliu: Lugareño en el bar. Se habla con él para saber qué hacer a continuación.
- Elizabeta:
- Claudia: Anciana en el bar. Se habla con ella para saber qué hacer a continuación.
- Seth: Camarero y dueño de la taberna de la Cabeza Severa.
- Antón: Hijo de José y amigo de Natalia. De él se consigue el mechón de pelo de Natalia.
- Mischa: Dueño de una mansión en el centro del laberinto de arbustos. Cambia tabaco por una cruz bendita.
- Erasmo: El orfebre. De él se consiguen balas, una campana y una espada de plata.
- Anabel: La herborista local que ayuda al jugador a crear varios elementos de hierbas.
- Jascha: Un músico que se pasa por la taberna de la Cabeza Cortada. Es asesinado por el hombre lobo, y su violín es uno de los objetos perdidos que piden los hermanos de Kairn.
- Gregorio: El sepulturero. Hay que probar que él es el verdadero asesino de Eduardo.
- María: La gitana adivinadora.
- Natalia: Una niña a la que el jugador debe curar de locura.
- Iván: El sirviente de la familia Khristoverikh.
- Ion: El tendero. Se le compra una lámpara, clavos y tabaco.
- El barquero: Un espíritu maldito que permite viajar a través de la Laguna Negra para visitar la isla.
- Sofía: Lugareña en el bar que fuma cigarrillos.
- Luciano: Fantasma que aparece en el cementerio al curar de locura a su hija Natalia. Entrega la llave del ático.
- Carmen: La curandera gitana.
- Ambrosio: Acusado de matar a Eduardo, es ahorcado. Tras probar su inocencia, su fantasma entregará la llave del monasterio.
- Eustaquio: Leñador del bosque.
- Matías: Un huésped en el hotel, pasa su tiempo mirándose al espejo y revela la localización de Paco, el Loco.
- Carlos: Tallista en madera. Hace un bastón tras encontrar madera en el Bosque Oscuro.
- Andrés Kristoverich: El hijo de Kiril, se ha convertido en zombi y está encerrado en la mansión de Kiril.

### La familia de Kairn
El padre y hermanos de Kairn son almas en pena en una tumba del mausoleo. Las siete almas le ofrecerán ayuda revelando la caja que contiene la luz del sol (que Kairn ha retirado del valle) pero solo cuando el jugador recupere un objeto preciado en vida por cada uno. Los siete objetos son: un estoque, una moneda vieja, una pluma, un sombrero de caza, un violín, una daga, y un anillo insignia con un diamante, estos dos últimos, el anillo y el diamante, es necesario reunirlos por separado para formar el objeto.
- Alejandro: Fue asesinado en una taberna. Quiere el estoque.
- Feodor: Fue atacado en la noche y destrozaron su cabeza. Quiere la moneda vieja.
- Nathan: Murió en el Bosque Oscuro mientras cazaba, atacado por algo que nunca se encontró. Quiere el sombrero de caza.
- Miguel: Contrajo una extraña enfermedad y murió. Quiere la pluma.
- Khristian: Murió de repente mientras dormía. Quiere el violín.
- Pedro: Se ahogó en la laguna Negra. Quiere la daga.
- Nikolae: El padre de Kairn, murió asesinado mientras dormía. Quiere el diamante y el anillo insignia.

## La Profecía
La profecía es la maldición que Agrippa lanzó a Kairn por apresarle. Cuando el jugador adquiere la profecía, aparece en pantalla en un manuscrito escrito. Mientras el jugador va resolviendo los variados puzles, la profecía va cumpliéndose. La línea cumplida se hace gris y una voz lee la línea. Dice así:

En un ave de acero, del cielo vendrá

Aquel que a los malditos suerte traerá

Su papel en el juego no comprenderá,

pero luego el martillo sangriento hallará.

A un vegetal curioso paz concederá

y al muerto esclavizado desencantará.

A la niña enferma con tino sanará

y el honor del ahorcado limpio dejará.

Siete almas perdidas favores pedirán

y una vez concecidos, paso otorgarán.

Al lobo asesino hallará y matará

y en premio una bolsa de plata obtendrá.

El loco inofensivo su secreto dirá,

y al mal encarnado con astucia hablará.

Las mañas del vampiro sortearlas sabrá

y sus garras y dientes con fe enfrentará.

De su ataque sagrado, la hora aquí está.

Para ello a la luz cautiva soltará.

El nombre verdadero, al mal desarmará,

pero si una vez falla, esa vez morirá.

Al Señor Oscuro reposo negará,

el velo de la sombra se descorrerá

y el reino del miedo a su fin llegará.

## Derechos de propiedad intelectual
Veil of Darkness está en la categoría de abandonware. Event Horizon Software dejó de existir como compañía hace muchos años. La compañía desarrolló otros tres juegos: The Summoning, Dusk of the Gods y DarkSpyre.
Strategic Simulations Inc. fue adquirida por Ubisoft Entertainment en 2004.